# Közbeszerzési tárgyak
Közbeszerzési tárgyak azok, amire a közbeszerzési eljárás során az ajánlatkérők beszerzése irányul.
A közbeszerzési eljárás lefolytatására kötelezett, vagy azt önként vállaló szervezetek, az ajánlatkérők, a beszerzés előkészítése során vizsgálják, hogy amit beszerezni akarnak, azt a közbeszerzési eljárással kell-e beszerezniük, a tárgyát képezik-e. Amennyiben árut kívánnak beszerezni, szolgáltatást vagy építési beruházás elvégzését megrendelni a Közbeszerzési törvény (továbbiakban Kbt.) szabályai szerint kell eljárniuk. Klasszikus ajánlatkérők közbeszerzési eljárásban köthetnek szerződést építési és szolgáltatási koncesszióra is.
A Kbt. rendelkezik arról is, hogy mire nem kell közbeszerzést lefolytatni, ezt hívjuk kivételi körnek. Ide tartozik például a munkaszerződés,  és a meglévő építmény vagy egyéb ingatlan vétele vagy ingatlanra vonatkozó egyéb jognak a megszerzése is. 
Nemzeti eljárás rendben, a közösségi értékhatárt el nem érő beszerzések esetén további kivételek is vannak.

## Árubeszerzés
Az árubeszerzés olyan szerződés megkötésére irányul, amelyért ellenértéket kell fizetni, és amelynek tárgya forgalomképes és birtokba vehető ingó dolog tulajdonjogának vagy használatára, hasznosítására vonatkozó jognak - vételi joggal vagy anélkül történő - megszerzése az ajánlatkérő részéről. Az árubeszerzés magában foglalja a beállítást és üzembe helyezést is.
Áru például a mosószer, az irodaszer, vagy a ruházat, cipő, a nyomtató, hűtőszekrény, személygépkocsi. Az árubeszerzés részét képezi a nyomtató vagy a hűtőszekrény üzembe helyezése is.
Használati jog megszerzésére példa a gépkocsi bérlete.

## Építési beruházás
Az építési beruházás olyan visszterhes, ellenértéket tartalmazó szerződés megkötésére irányul, amelynek tárgya különösen az építmény kivitelezése, vagy építményhez kapcsolódó egyéb munka megrendelése és átvétele az ajánlatkérő részéről.
A Kbt. 1. mellékletében tételes lista található az ebbe a csoportba tartozó közbeszerzési tárgyakról:
- Építési terület előkészítése, szerkezetkész épületek, illetve épületrészek építése, mélyépítés, villanyszerelés, szigetelés, víz-, gáz-, fűtésszerelés és a befejező építés: vakolás, ablakok, ajtók, parketta beszerelése, padló és falburkolás, festés és üvegezés.

- Autópálya, út, repülőtér és sportlétesítmény építése, vízi létesítmény építése, védőgátak építése, a folyó medrének kotrása.

- Építési beruházásnak minősül az építési eszköz személyzettel történő bérlése.

## Építési koncesszió
Az építési koncesszió olyan építési beruházás, ahol az ajánlatkérő ellenszolgáltatásként az építmény hasznosítási jogát meghatározott időre átengedi, és a hasznosításhoz kapcsolódó kockázatokat teljes egészében vagy legalább jelentős részben a nyertes ajánlattevő viseli.
Az eljárást a közbeszerzési értékhatárnak megfelelő eljárásrendben, közösségi értékhatárt elérő beszerzések esetén a törvény második részét kell alkalmazni, a Kbt. XIII. fejezet szerinti különös szabályoknak megfelelően.
Nem kell közbeszerzési eljárást lefolytatni, amennyiben a koncesszió célja az ajánlatkérőnek a közszolgáltatói tevékenység biztosítása.

## Szolgáltatás megrendelés
A szolgáltatás megrendelése – árubeszerzésnek és építési beruházásnak nem minősülő – olyan visszterhes szerződés, amelynek tárgya különösen valamely tevékenység megrendelése az ajánlatkérő részéről. A Kbt. a szolgáltatásokat kategóriákba sorolja, amelyet a törvény 3. és 4. melléklete tartalmaz.
A Kbt. 3. melléklete tartalmazza azokat a szolgáltatásokat, amelyeknél a közbeszerzési értékhatár közösségi szintjének elérése esetén a közbeszerzési eljárást közösségi eljárásrendben, kell lefolytatni. 
Jellemző szolgáltatástípusai a karbantartási, szállítási, távközlési szolgáltatások, a piackutatás, számviteli szolgáltatások. 
Ennek a csoportnak a 6.kategóriájába tartoznak a biztosítási, valamint a banki és befektetési szolgáltatásokat tartalmazó pénzügyi szolgáltatások, amelyek beszerzése a klasszikus ajánlatkérőknek egyébként csak feltételekkel engedélyezett, de ennél a kategóriánál hirdetmény közzétételével induló tárgyalásos eljárás is lefolytatható.
A Kbt. 4. mellékletében szereplő szolgáltatások, amennyiben az egybeszámítást is figyelembe véve elérik a közbeszerzési értékhatárt, nemzeti eljárásrendben indíthatók, függetlenül attól, hogy elérik vagy meghaladják a közösségi eljárásrend értékhatárát. 
Jellemző szolgáltatások a szállodai, egészségügyi szolgáltatások. Itt található az egyéb kategória is, tehát minden olyan szolgáltatás ide tartozik, amelyik nem szerepel a 3. mellékletben.
Különleges szolgáltatás itt a Jogi szolgáltatás, ennek megrendelése esetében az ajánlatkérőnek nem kell közbeszerzési eljárást lefolytatnia, az uniós értékhatárt elérő értékű szerződés megkötéséről hirdetményt kell közzétenni, és a szerződést szerepeltetni kell az éves statisztikai összegezésben.

## Szolgáltatási koncesszió
A szolgáltatási koncesszió olyan szolgáltatás-megrendelés, ahol az ajánlatkérő a szolgáltatás nyújtásának jogát (hasznosítási jog) meghatározott időre átengedi, és ellenszolgáltatása a hasznosítási jog vagy e jog átengedése pénzbeli ellenszolgáltatással együtt, ahol a hasznosításhoz kapcsolódó kockázatokat teljes egészében vagy legalább jelentős részben a nyertes ajánlattevő viseli.
Minden esetben e törvény Harmadik Része alkalmazandó, azaz közösségi értékhatárt elérő esetben is nemzeti eljárásrend szerint kell a közbeszerzést lefolytatni.
Nem kell közbeszerzési eljárást lefolytatni, ha a koncesszió célja az ajánlatkérő a közszolgáltatói tevékenységének biztosítása, valamint ha a szolgáltatási koncesszió a koncessziós törvény hatálya alá tartozik, de ebben az esetben a koncessziós törvény szerinti eljárásról az ajánlatkérőnek a Közbeszerzési Hatóságot írásban tájékoztatnia kell;